# 高赦
高赦（?—?），北周官吏，父亲高冲先为北齐大将，后改投北周，高赦也顺势成为南和县县令。不久之后在考才时高赦因为治理有方，驱逐肆虐地方的野兽被升为朝议郎，有孙高则。

### 书目
- 《全唐文》

### 引用
1. ↑  《全唐文》卷一九四：“祖赦周襃郡南和县长陶元亮摄官于彭泽道契羲皇陈仲弓历职于太邱德符星纬飘风骤雨不入灌坛之乡暴虎苍鹰潜出瑕邱之境考才朝议郎上开府”